# Hydraena oxiana
Hydraena oxiana är en skalbaggsart som beskrevs av Emile Janssens 1974. Hydraena oxiana ingår i släktet Hydraena och familjen vattenbrynsbaggar. Inga underarter finns listade i Catalogue of Life.